# Łukasz Drapała
Łukasz Drapała ps. Drapaua, Luke (ur. 2 sierpnia 1981 w Resku) – polski wokalista rockowy, autor piosenek i tekstów. Wokalista zespołu Perfect & Łukasz Drapała. 

## Życiorys
Pochodzi z miejscowości Węgorzyno. Uzyskał tytuł magistra ekonomii i historii na Uniwersytecie Szczecińskim i ukończył Wyższą Szkołę Umiejętności Społecznych na kierunku menedżer kultury. 
Pierwszym jego zespołem był szczeciński Day Tripper (2006-2007), potem kolejno Fat Belly Family (2007-2009) i poznański zespół Drapieżcy (2010-2011). W 2011 został wokalistą w rockowym zespole Chemia, który został wybrany Zespołem Roku 2015 przez słuchaczy Antyradia. Supportował z nimi artystów, takich jak m.in. Guns N’ Roses (2012), Red Hot Chili Peppers (2012), Deep Purple (2014), Metallica (2014) czy Bring Me the Horizon (2016).
Od 2015 uczestniczył w projekcie Kuby Płucisza – Kuba Płucisz i Goście. W tym samym roku został wybrany jednym z najlepszych wokalistów rockowych przez czasopismo „Teraz Rock”. W 2016 po raz pierwszy opuścił Chemię i rozpoczął pracę z własnym zespołem Łukasz Drapała & Chevy, który w 2017 został uznany Zespołem Roku wg Fabryki Zespołów. W marcu 2018 powrócił do Chemii. Od września 2018 bierze udział w serii koncertów poświęconych pamięci legendarnego barda Solidarności Przemysława Gintrowskiego – Gintrowski – a jednak coś po nas zostanie. W maju 2019 Łukasz Drapała & Chevy wydali swój pierwszy album pt. Potwory.
W 2022 zajął drugie miejsce w finale 13. edycji programu The Voice of Poland. W maju 2023 z utworem „Jeszcze jestem” zakwalifikował się do koncertu „Premiery” w ramach 60. KFPP w Opolu i otrzymał w nim nagrodę za najlepszą kompozycję. 
W 2024 ostatecznie opuścił zespół Chemia. 
Od pierwszego kwietnia 2025 roku został ogłoszony nowym wokalistą zespołu Perfect reaktywowanego jako Perfect & Łukasz Drapała. 

## Życie prywatne
Mieszka w Warszawie. Ma syna Leonarda (ur. 2012) oraz Igora (ur. 2020), jest żonaty.

## Dyskografia

### Single solowe
- „Serce to za mało”
- „Szalony bal”
- „Jeszcze jestem”
- „Lulejże mi, lulej”

### Albumy z Chemią
- O2 (2011, CD)[15]
- In The Eye (2012, EP)[16]
- The One Inside (2013, CD)[17]
- Let Me (2015, CD)[18]
- Antyradio Unplugged (2016, CD)[19]
- Something to believe in (2022, CD)

### Łukasz Drapała & Chevy
- Potwory (2019, CD)
- 40/70 Gintrowski (2021, CD)

### Gościnnie
- Remigiusz Szuman – Opowieści frontowe (2011, CD)[20] – Pieśń tułacza
- Kuba Płucisz i Goście – Tu Jest Mój Dom (2016, CD)[21]
- Moonlight – Nate (2018, CD)[22] – Off[23]
- Afterload – Lifeline (2019, CD) – Walk the line[24]